# Associação Nacional de Voleibol do Lesoto
A  Associação Nacional de Voleibol do Lesoto  (em inglêsːLesotho National Volleyball Association, LNVA) é  uma organização fundada em 1988 que governa a pratica de voleibol em Lesoto, sendo membro da Federação Internacional de Voleibol e da Confederação Africana de Voleibol, a entidade é responsável por  organizar  os campeonatos nacionais de  voleibol masculino e feminino no país.